# Josef Ljunggren
Josef Rickard Ljunggren, född 7 februari 1897 i Vetlanda, död 7 mars 1976 i Eriksfälts församling, Malmö, var en svensk skeppsbyggare.
Ljunggren, som var son till köpman Alfred Ljunggren och Amanda Carlsson, utexaminerades från Chalmers tekniska institut 1918. Han var anställd av AB Götaverken i Göteborg 1919–1920, på olika skeppsvarv i USA 1920–1924, av Kockums Mekaniska Verkstads AB i Malmö från 1924, var försäljningsdirektör där 1954–1962 och verkställande direktör i Rederi AB Malmoil 1962–1965. Han var ledamot av Malmö stads sjukvårdsstyrelse från 1936.